# خواجه‌کلا (سوادکوه)
خواجه کلا، روستایی است از توابع بخش زیراب شهرستان سوادکوه در استان مازندران ایران.

## جمعیت
این روستا در دهستان سرخ‌کلا قرار دارد و براساس سرشماری مرکز آمار ایران در سال ۱۳۸۵، جمعیت آن زیر سه خانوار بوده‌است.